# Hochmeisterkreuz

Wappen des Hochmeisters des Deutschen Ordens

Das Hochmeisterkreuz, auch Deutschherrenkreuz oder Deutschmeisterkreuz genannt, ist ein Rang- und Würdezeichen des Deutschen Ordens. 
Das Hochmeisterkreuz ist die dem Hochmeister vorbehaltene Variante des Kreuzes des Deutschen Ordens, eines schwarzen Tatzenkreuzes auf silbernem Grund, welchem ein Stabkreuz aufgelegt ist. Unter Stabkreuz ist ein Kreuzfaden zu verstehen, bei dem der kreuzende Pfahl und Balken sehr schmal dargestellt wird. Das Stabkreuz hat goldene Lilien an den Kreuzarmen. König Ludwig IX. von Frankreich erlaubte 1250 die goldenen Lilien am Kreuz. Das Auflegen des Adlers im goldenen Schild auf das Kreuz wurde durch Kaiser Friedrich II. (1220 bis 1250) gestattet. Das schwarze Kreuz ist häufig auch silbern schmal gebordet (eingefasst). 
Die Hochmeister führten bis zum 16. Jahrhundert im persönlichen Wappen das Hochmeisterkreuz. Dazu war das Wappen geteilt und gespalten, also geviert. Es war in Silber ein schwarzes Kreuz im gevierten Schild im Feld eins und Feld drei. Später wurde das Kreuz in die Schildmitte verbracht. Es wurde auch das Ordenskreuz gelegentlich hinter ein Wappen gestellt.
Die Stadt Bad Mergentheim war von 1527 bis 1809 Sitz des Deutschen Ritterordens und führte im Stadtwappen das Hochmeisterkreuz mit einem Adler darüber. 